# ISO/IEC/IEEE 42010
ISO/IEC/IEEE 42010  Systems and software engineering — Architecture description es un estándar internacional para la descripción de la arquitectura de sistemas y productos software.

## Generalidades
ISO/IEC/IEEE 42010 define los requisitos que deben cumplir las descripciones que se hagan de arquitecturas empresariales, de sistemas o de software. Su principal objetivo es estandarizar la práctica de descripción de arquitecturas, presentando un glosario común y un fundamento conceptual que faciliten la especificación de requisitos, la definición, comunicación y revisión de arquitecturas a partir de las descripciones que se realicen de la misma - a través de marcos de trabajo y de lenguajes para la descripción de arquitecturas.
El estándar se basa en IEEE 1471 y por tanto hace una clara distinción entre Arquitectura y Descripciones de la Arquitectura.

## Terminología
Entre otros, ISO/IEC 42010 define los siguientes términos:
- Arquitectura (proceso): (El término architecting, a 2013, no tiene una traducción aceptada al idioma español). Proceso de concebir, expresar, documentar, comunicar, certificar la implementación, mantener y mejorar la arquitectura a través de todo el ciclo de vida de un sistema
- Arquitectura: Conceptos fundamentales o propiedades de un sistema en un entorno definido, encarnado en elementos, las relaciones que existen entre ellos; y los principios que guían su diseño y evolución.
- Descripción de la arquitectura (abreviación 'AD'): Artefacto utilizado para describir una arquitectura
- Lenguaje para la Descripción de Arquitectura ('ADL'): Cualquier expresión que pueda ser utilizada en la descripción de arquitecturas.
- Marco de trabajo de arquitectura: convenciones, principios y prácticas para la descripción de arquitecturas; establecidos dentro de un dominio específico de aplicación o dentro de una comunidad de interesados.
- Punto de vista de la arquitectura: Producto de trabajo que establece las convenciones para la construcción, interpretación y uso de vistas de la arquitectura con el objetivo de abarcar asuntos y aspectos específicos del sistema.
- Vista de la arquitectura: Producto de trabajo que muestra la arquitectura de un sistema conforme a la perspectiva de un conjunto de asuntos y aspectos del sistema.

## Fundamentos conceptuales
ISO/IEC/IEEE 42010 tiene un modelo conceptual que sustenta los requisitos de la estandarización. Este modelo describe la forma en que se relacionan los conceptos claves involucrados en la descripción de la arquitectura.

### Modelo conceptual – Descripción de la arquitectura
En el modelo conceptual especificado en ISO/IEC/IEEE 42010,  se muestra una descripción de la arquitectura que:
- expresa una arquitectura
- identifica un sistema interesante
- identifica uno o más de los stakeholders (personas que intervienen en el software)
- identifica uno o más de los objetivos de interés del sistema
- incluye uno o más puntos de vista de la arquitectura con sus respectivas vistas
- debe incluir correspondencia
- debe incluir normas de correspondencia
- incluye uno o más fundamentos de la arquitectura.

### Modelo conceptual – Vista de Arquitectura
En el modelo conceptual de ISO/IEC/IEEE 42010, la vista de arquitectura:
- forma parte de la descripción de arquitectura.
- esta gobernada por los puntos de vista de la arquitectura
- direcciona uno o más objetivos defendido por los stakeholder
- está compuesto por uno o más modelos de arquitectura.

### Modelo Conceptual – Puntos de vista de la Arquitectura
En el modelo conceptual de ISO/IEC/IEEE 42010, los puntos de vista de la arquitectura:
- son parte de la descripción de la arquitectura
- enmarcan uno o más objetivos interesantes de los stakeholders
- gobierna una vista de arquitectura
- están compuesto por un tipo de modelo o más

### Modelo conceptual – asuntos
En el modelo conceptual de ISO/IEC/IEEE 42010, un asunto:
- está defendido por uno o más stakeholders en el sistema de interés.
- es direccionado por una vista de arquitectura
- es identificado por una descripción de arquitectura
- es enmarcado por un punto de vista de la arquitectura.

## Conformidad con ISO/IEC/IEEE 42010
ISO/IEC/IEEE 42010 define cuatro componentes con capacidad de cumplir con el estándar:
1. Descripción de la arquitectura
2. Punto de vista de la arquitectura
3. Marco de trabajo para la arquitectura
4. Lenguaje para la descripción de arquitectura

### Descripción de la arquitectura
Una descripción de la arquitectura es una herramienta para describir la arquitectura de un sistema de interés. En el ISO/IEC/IEEE 42010, incluye productos de software, servicios y sistemas intensivos de software. La descripción de arquitectura tiene una variante de uso. Para ISO/IEC/IEEE 42010, una descripción de arquitectura conforme con los estándares incluye:
- Identificación e información general de la arquitectura que se expresa.
- Identificación de los stakeholders y sus objetivos.
- Definiciones de cada punto de vista de la arquitectura usados en la descripción de la arquitectura y mapeado de todos los objetivos de esos puntos de vista.
- Una vista de arquitectura y sus modelos de arquitectura por cada punto de vista de la arquitectura usado.
- Sus correspondiente reglas y unos registros de las inconsistencias conocidas entre los contenidos requeridos de la descripción de la arquitectura.
- Una arquitectura racional (explicaciones, justificaciones, razonamientos de las decisiones realizadas a cerca de la arquitectura que se describe)

ISO/IEC/IEEE 42010 organiza una arquitectura descriptiva dentro de múltiples vistas de arquitectura. Una arquitectura de vista direccionada a uno o más objetivos defendidos por los stakeholders del sistema descrito. Una vista de arquitectura describe la arquitectura del sistema en concordancia con las reglas y acuerdos definidos en el punto de vista de la arquitectura. Cada vista de arquitectura tiene que tener un punto de vista de la arquitectura.

### Punto de vista de la Arquitectura
Un punto de vista formaliza la idea de que hay diferentes camino para observar el mismo sistema. Los puntos de vista tienen una larga historia en la ingeniería de sistemas software.  En ISO/IEC/IEEE 42010, los puntos de vista juegan un parte integral de la descripción de la arquitectura, marcos arquitectónicos y debe estar especificado por separado.
En ISO/IEC/IEEE 42010 establece que los puntos de vista de la arquitectura deben:
- Enmarcar uno o más objetivos defendidos por los stakeholders acerca del sistema.
- Establecer las acuerdos para un tipo de vista de arquitectura.

Los acuerdos de los puntos de vista incluyen un modelado de lenguaje, notaciones, reglas de diseño, métodos de modelaje, análisis técnico y otras operaciones.
Los puntos de vista establecen las reglas en conformidad con las vistas (como por ejemplo buena formación, integridad y interpretabilidad). En el marco de los objetivos de los stakeholders, un punto de vista define el significado de cada vista de arquitectura.
ISO/IEC/IEEE 42010 requiere incluir en los puntos de vista de la arquitectura:
- Identificar los objetivos de los stakeholders que están enmarcados por los puntos de vista.
- Un conjunto de identificadores de stakeholders que defiendan el objetivo.
- El tipo de modelo usado.
- Lenguaje, notaciones, acuerdos, técnicas de modelado, operaciones usadas en estos tipos de modelo.

Un punto de vista de arquitectura debe incluir:
- Las técnicas usadas para crear, interpretar y analizar
- Las reglas correspondientes y comprobación de consistencia.
- Heurística, métricas, patrones y ejemplos.

### Marco de trabajo de la arquitectura
Un marco de trabajo de arquitectura establece una práctica común de uso, creación, interpretación y análisis de las descripciones de la arquitectura sin una particular demanda de las aplicaciones o la comunidad de los stakeholders, ISO/IEC/IEEE 42010 formaliza un marco de trabajo como un set de puntos de vista predefinidos e interconectados.
Un marco de trabajo de arquitectura incluye los siguientes estándares:
- Identificación de los stakeholders más relevantes en el dominio.
- Los objetivos que surgen del dominio.
- Los puntos de vista de la arquitectura enmarcados por esos objetivos.
- Correspondencia con las reglas integradas por esos puntos de vista.

Un marco de trabajo de acuerdo con el estándar incluye procesos, métodos, herramientas y otras prácticas más allá de los citados anteriormente.
Algunos ejemplos de los marcos de trabajo son: The Open Group's Architecture Framework (TOGAF) o el Modelo de vista 4+1 de Kruchten.

### Lenguaje de descripción de Arquitectura
ISO/IEC/IEEE 42010 requiere una lenguaje de descripción de arquitectura conforme a los estándares para especificar:
- El marco de los objetivos
- Los stakeholder que defienden estos objetivos
- El tipos de modelo implementados.
- Alguna regla de correspondencia que unen estos tipos de modelos

Algunos ejemplos de lenguajes de descripción de arquitectura son: UML, BPMN, SysML.